# Mesosuchidia
Los mesosúquidos (Mesosuchidae) son una familia de arcosauromorfos rincosaurianos mesosucoideos, que vivieron a principios del Período geológico Triásico, hace aproximadamente 245 millones de años en el Anisiense. Sus fósiles se han encontrado en África de sur.